# تروند اندرسن
تروند اندرسون (انگلیسی: Trond Andersen؛ زادهٔ ۶ ژانویهٔ ۱۹۷۵) بازیکن فوتبال اهل نروژ است.
از باشگاه‌هایی که در آن بازی کرده‌است می‌توان به باشگاه فوتبال بروندبی، باشگاه فوتبال مولده و باشگاه فوتبال ویمبلدوناشاره کرد.
وی همچنین در تیم ملی فوتبال نروژ بازی کرده‌است.